# Vendsyssel FF
Vendsyssel FF er den professionelle elite-overbygning på Hjørring Idrætsforening (HI).
Klubben har sin oprindelse i den vendsysselske by Hjørring og har hjemmebane på Nord Energi Arena. Klubben spiller på Hjørring IFs spillelicens, der blev overtaget fra FC Hjørring. 
Vendsyssel FF (2013) er et resultat af samarbejde mellem flere klubber i Vendsyssel-området og en videreførelse af FC Hjørring-projektet, der blev etableret i 2006. 
Vendsyssel FF sikrede sig i 2009/2010-sæsonen for første gang nogensinde oprykning til og deltagelse i 1. Division. Siden oprykningen har klubben været en fast del af landets næstbedste række. I sæsonen 2016/2017 sluttede holdet på en fornem andenplads, som medførte 2 play-off kampe om oprykning til Superligaen.
I sæsonen 2017/2018 opnåede klubben sin bedste præstation til dato, da det blev til oprykning til Superligaen, via en samlet sejr på 3-1 i to playoff-kampe mod Lyngby BK.
I sæsonen 2018/19 nåede klubben herudover også semifinalen i pokalturneringen, hvor kun et nederlag til FC København hindrede en finalekamp i Parken.

## Historie

### Før Vendsyssel FF
Vendsyssel FF kan trække sine rødder tilbage til FC Hjørring og videre tilbage til Hjørring Idrætsforening.
Hjørring Idrætsforening har sin begyndelse i Hjørring Gymnastikforening, der blev stiftet 9. november 1886. I 1892 blev klubben slået sammen med Hjørring Kricketklub og hed nu Hjørring Fodboldklub.
Den 9. september 1919 blev Hjørring Fodboldklub slået sammen med Hjørring Sportsklub til Hjørring Forenede Sportsklubber, som i 1921 skiftede navn til Hjørring Idrætsforening - et navn klubben stadig bærer i dag.
FC Hjørring blev etableret i 2006 som en overbygning til Hjørring Idrætsforening, og i sommeren 2010 rykkede FC Hjørring for første gang op i 1. division.
I 2013 forsøgte FC Hjørring at etablere et samarbejde med andre klubber i Vendsyssel, herunder i særdeleshed Frederikshavn Forenede Idrætsklubber (FFI), og i forbindelse hermed skiftede klubben navn til Vendsyssel Forenede Fodboldklubber.

### 2013 til nu
Fra bund til top
I den første sæson som Vendsyssel FF blev tropperne styret af Søren Kusk. Klubben befandt sig fortrinsvist i den nederste del af 1 divisionen. Med tre runder igen opstod der en dramatisk situation hvor Vendsyssel FF vandt 1-0 over topholdet Silkeborg, hvilket placerede Vendsyssel FF lige over nedrykningsstregen med kun to kampe tilbage. Thomas Hansen blev skiftet ind 3 minutter før tid, og da han tidligere havde spillet en kamp for Danmarksserie holdet var denne indskiftning ulovlig og Vendsyssel FF blev taberdømt 0-3. Dette betød at Silkeborg sikrede sig oprykning, imens Vendsyssel FF blev placeret under nedrykningsstregen med 3 point op til overlevelse, og kun 2 kampe tilbage.

De to sidste kampe i sæsonen blev begge vundet 2-1 (én på udebane og én på hjemmebane) hvilket bidrog til at Vendsyssel FF sluttede på 9. plads og dermed sikrede sig overlevelse med 2 point ned til stregen.
Næste sæson betød først og fremmest på et trænerskifte da Søren Kusks kontrakt udløb og i stedet blev Ove Christensen hevet ind som afløser.
I stærk kontrast til sidste sæsons hvor Vendsyssel var nedrykningstruet, bød denne sæson i stedet på kamp for oprykning til Superligaen. I løbet af de første 7 runder af sæsonen befandt Vendsyssel FF sig primært på 1.pladsen af 1. division, men herefter faldt de til en 3. plads og befandt sig herefter på 3. og 4. pladserne resten af sæsonen. Da sæsonen sluttede lå Vendsyssel FF derfor på en 4. plads med 12 point op til 2. pladsen der ville sikre oprykning til Superligaen.

Sæsonen 2015-2016 bød på en strukturændring der medførte at de 3 øverste pladser i 1. division ville rykke op til Superligaen.
Det betød at Vendsyssel FF gik benhårdt efter oprykning. Til og med 22 spillerunde befandt Vendsyssel FF sig da også på en oprykningsplads, men herefter ramte Vendsyssel FF et mindre formdyk og de efterfølgende 11 spillerunder så Vendsyssel FF falde til en 6. plads og da i sidste ende måtte Vendsyssel FF se sig slået af AC Horsens der indtog 3. pladsen med 4 point forspring til Vendsyssel FF på 4. pladsen.
Den efterfølgende sæson så Joakim Mattson tage styringen med truppen, som endnu engang skulle kæmpe med op oprykning til Superligaen.
Sæsonen startede med 3 nederlag i streg efterfulgt af en uafgjort før det endelig blev til en 2-0 sejr over FC Fredericia, hvilket ikke gavn en optimistisk følelse af at Vendsyssel FF skulle rykke op i denne sæson.
Vendsyssel FF fik dog formen på plads og sluttede sæsonen med 55 point hvilket resulterede i en 2. plads, kun 3 point fra Hobro på 1. pladsen.
Strukturændringer betød at 1. pladsen sikrede sig direkte oprykning, imens Vendsyssel FF kvalificerede sig til oprykningsplayoff, som bød på to kampe mod AC Horsens fra Superligaen.
En 0-0 kamp på udebane gav optimisme om en oprykning, og da Tiago Leonco gjorde det til 1-0 i det 41. minut på hjemmebane begyndte det efterhånden at ligne en sæson i Superligaen.
En udligning i 51. minut skabte dog yderligere drama og da AC Horsens i løbet af kampens sidste fem minutter scorede yderligere 2 mål, betød det at Vendsyssel FF måtte tage endnu en tur i 1. division
Den efterfølgende sæson så en udskiftning på trænerposten hvor Joakim Mattson nu blev afløst af Erik Rasmussen.
Denne sæson bød endnu engang på oprykningskamp for Vendsyssel FF, der efterhånden nu havde placeret sig som en fast del af toppen i 1. division. Sæsonen sluttede med Vendsyssel FF på en 3. plads med 56 point, hvilket sikrede Vendsyssel en plads i oprykningsplayoff for anden sæson i træk.
De to oprykningskampe skulle spilles imod Lyngby BK fra Superligaen. Første kamp foregik på Nord Energi Arena i Hjørring og endte 1-0 på mål af Mikkel Anderson. Returopgøret i Lyngby endte 2-1 til Vendsyssel på mål af Lucas Jensen og Mikkel Anderson hvilket sikrede Vendsyssel deres første tur i Superligaen den efterfølgende sæson.
Superliga & nedrykning
Jens Berthel Askou havde æren af at lede Vendsyssel FF igennem klubbens første sæson nogensinde i Danmarks bedste række.
Vendsyssel FF startede sæsonen med to overraskende sejre på 3-2 og 2-3 mod henholdsvis OB og Esbjerg FB, hvilket betød at Vendsyssel i en enkelt runde befandt sig på en 1.plads, men herefter begyndte resultaterne at svigte og klubben befandt sig herefter i nedrykningskampen hvor de oftest befandt sig på 11.-14. pladsen.
Sæsonen bød dog på nogle overraskende sejre, herunder en 2-1 hjemmebne sejr over FCK i 11. spillerunde, en udebane sejr over AaB på 1-0 i 14. spillerunde, en udebane sejr over Brøndby på 3-2 i 20. spillerunde samt en uafgjort 1-1 mod FCK i Parken i 23. spillerunde.
Sæsonen var derfor præget af en håndfuld overraskende resultater mod mere prominente modstandere, men derudover var det sjældent med sejre hvilket betød at at Vendsyssel FF sluttede på en 12. plads og måtte deltage i nedrykningsgruppen med Randers FC, AaB og Hobro.
I denne gruppe sluttede Vendsyssel på en 3. plads og måtte derfor deltage i nedrykningsplayoff.
Besynderligt nok bestod modstanderne af AC Horsens og Lyngby BK, som også var de to modstandere i Vendsyssels oprykningsplayoff i de to forgående sæsoner.
I første runde blev det til et samlet 2-1 nederlag til AC Horsens.
I anden runde endte det med et samlet 4-3 nederlag til Lyngby BK og dermed var rollerne omvendt fra sidste sæson, og dermed sluttede Vendsyssel FFs første sæson i Superligaen med nedrykning tilbage til 1. division.
Tilbage i 1 division
Sæsonen 2019-2020 så Vendsyssel FF tilbage i første divisionen denne gang med Johnny Mølby i trænersædet.
Vendsyssel FF startede sæsonen med ambitionerne om at rykke tilbage i Superligaen, men med 5 nederlag i de første 6 kampe slog et stort skår i disse ambitioner, sammen med strukturændringerne der medfører at kun vinderen rykker op betød at Vendsyssel FF's oprykningsambitioner måtte sættes på pause.
Sæsonen blev afbrudt efter 20. spillerunde på grund af det globale udbrud af COVID-19. Da sæsonen blev sat på pause befandt Vendsyssel FF sig på en 5. plads med 28 point - 16 point efter Vejle på 1. pladsen og med 13 spillerunder tilbage.

## Stadion
Nord Energi Arena er hjemmebane for Vendsyssel FF og Fortuna Hjørring og ramme for topfodbold i Danmarks nordligste egn.
Nord Energi Arena blev anlagt som Hjørring Stadion i 1930, på Femhøje i Hjørring. I 2014-2015 blev stadion renoveret og indviet ifm. Dana Cup-turneringen i 2015. En yderligere renovering skete i 2019 med henblik på udbygge stadion for at klare Superliga kravet om en tilskuerkapacitet på 10.000.
Hjørring Kommune, Hjørring Private Realskole (HPR) og VUC har i fællesskab finansieret Nord Energi Arena, der overholder kravene til passivhuse og med blandt andet udnyttelse af dagslys og begrænsede udgifter til drift og vedligehold som nogle af flere bæredygtige tiltag skal være landets mest bæredygtige stadion.
Nord Energi Arena består af Nordjyske Bank Tribunen med mere end 600 overdækkede siddepladser og Sydbank Loungen med plads til mere end 600 spisende gæster. Nordjyske Bank Tribunen er sammenbygget med to nye sportshaller til forskellig brug.
Modsat Nordjyske Bank Tribunen er Øst-Tribunen, der i efteråret 2018 blev udvidet og overdækket. Den stod færdig til sæsonstarten før 2019/2020-sæsonen, og består af 2014 overdækkede siddepladser og 700 ståpladser til Vendsyssel FF’s fanklub, Vendsyssel FF Support.
I nordenden af Nord Energi Arena blev der ydermere bygget en ny tribune, der bærer navnet, Nordic Seafood Tribunen. Den stod færdig i foråret 2019 – og blev indviet til lokalopgøret mod AaB d. 13. april. Tribunen består af  206 siddepladser samt 1400 ståpladser – heraf, er 800 af disse overdækkede. Alt sammen til det gæstende holds tilskuere.
Derudover, har tribunen yderligere 206 siddepladser, der er beregnet til Vendsyssel FF’s sponsorer.
For at optimere intimiteten og kampoplevelsen er bandereklamerne i begge ender rykket tættere på banen. Det samme gælder for Nordjyske Bank Tribunen, der – modsat den gamle hovedtribune – er rykket helt ind til banen

## Staben

### Trænerstab
Cheftræner: Mads Kristensen
Assistenttræner:Thomas Thinggaard
Målmandstræner: Mikkel Hasling
Fysisk træner: Kasper Ulriksen og Mads Broe

### Stab
Head of medical: Rasmus Gravesen
Fysioterapeut: Kristian Meistrup Bonderup
Læge: Dennis Christian Andersen
Kit manager: Kristian Mortensen
Medhjælper: Alex Andersen

### Trænere gennem tiden
Tallene i parentes er trænerens samlede statistik.
Tabellen er opdateret pr. 16.03-2025
| Navn                           | Start      | Slut       | Tid (total) | Kampe   | Vinderprocent   | Statistik (v-u-t)   |
| Mads Kristensen                | 01-10-2024 |            |             |         |                 |                     |
| Bo Zinck                       | 02-11-2023 | 01-10-2024 |             |         |                 |                     |
| Henrik Pedersen                | 02-07-2021 | 20-10-2023 | 840         | 82      | 37%             | 30-21-31            |
| Michael Schjønberg             | 16-12-2020 | 26-06-2021 | 192         | 17      | 29%             | 5-6-6               |
| Lasse Stensgaard               | 15-07-2020 | 14-12-2020 | 152         | 18      | 28%             | 5-1-12              |
| Johhny Mølby                   | 20-06-2019 | 15-07-2020 | 380         | 34      | 38%             | 13-8-13             |
| Peter Enevoldsen (midlertidig) | 20-05-2019 | 02-06-2019 | 41          | 2       | 0%              | 0-1-1               |
| Jens Berthel Askou             | 08-05-2018 | 20-05-2019 | 377         | 43      | 39,53%          | 13-13-17            |
| Erik Rasmussen                 | 13-02-2017 | 08-05-2018 | 449         | 52      | 46,15%          | 24-14-14            |
| Joakim Mattson                 | 21-06-2016 | 13-02-2017 | 227         | 22      | 54,55%          | 12-4-6              |
| Jacob Krüger                   | 23-04-2016 | 21-06-2016 | 68 (312)    | 6 (8)   | 83,33% (62,5%)  | 5-0-1 (5-0-3)       |
| Ove Christensen                | 17-06-2014 | 23-04-2016 | 662 (716)   | 60 (65) | 38,33% (38,46%) | 23-18-19 (25-19-21) |
| Søren Kusk                     | 01-07-2012 | 12-06-2014 | 729         | 67      | 34,43%          | 21-12-34            |
| Henrik Lehm                    | 26-03-2012 | 30-06-2012 | 96          | 12      | 33,33%          | 4-3-5               |
| Boye Habekost                  | 15-07-2011 | 22-03-2012 | 251         | 15      | 26,66%          | 4-4-7               |
| Ove Christensen                | 07-05-2011 | 30-06-2011 | 54          | 5       | 40%             | 2-1-2               |
| Jacob Krüger                   | 27-04-2011 | 06-05-2011 | 9 (244)     | 2       | 0%              | 0-0-2               |
| Kim Poulsen                    | 01-06-2010 | 26-04-2011 | 299         | 22      | 27,27%          | 6-8-8               |
| Thomas Thomasberg              | 01-01-2010 | 30-06-2010 | 180         | -       | -               | -                   |
| Jacob Krüger                   | 10-05-2009 | 31-12-2009 | 235         | -       | -               | -                   |

## Ledelsen
Ejer: Legacy Sports Partners (”LSP”)
Bag Legacy Sports Partners står Eduardo Zapata, Jeremy Klein, Sergio Sobrero Salazar og Andres Gutierrez.
Lead investor bag LSP er den verdenskendte colombianske musiker Blessd, med over 25 millioner globale følgere – og hans forretningspartner Santiago Jaramillo, som er en ledende skikkelse indenfor musikindustrien. Blessd og Jaramillo vil komme til at spille en central rolle i udviklingen af Vendsyssel FF’s kommercielle strategi ved brug af deres fælles globale netværk indenfor musik- og underholdningsindustrien.
Den danske landsholdsspiller Joachim Andersen, der til dagligt spiller for Fulham FC i Premier League, er ligeledes en del af investorkredsen.  
De øvrige investorer omfatter erhvervsfolk fra Colombia, Peru, Mexico og USA.
Den tidligere ejer af Vendsyssel FF, Jacob Andersen, spiller fortsat en vigtig rolle, som aktionær og bestyrelsesformand.

### Direktionen
Administrerende direktør: Lars Glinvad
Sportsdirektør: Christian Larsen
Salgschef: Aage Strøm
Økonomichef: Esben Beltoft
Eventchef & koordinator for Sponsorer, Kommunikation og Marketing: Aske McKernan
Global Marketing Coordinator: Frederik Thingbak

## Resultater

### Bedste resultater
Superliga: 12. plads (ud af 14) - 2018/2019 sæsonen
Pokalturnering: Semifinale (Slået ud af FCK) - 2016/2017 sæsonen

### Oversigt over årene
| År        | Liga                   | Pokalturnering               |
| 2013/2014 | 9 plads (1 division)   | Anden runde (FC Midtjylland) |
| 2014/2015 | 4 plads (1 division)   | Første runde (Skive IK)      |
| 2015/2016 | 4 plads (1 division)   | Anden runde (AaB)            |
| 2016/2017 | 2 plads (1 division)   | Semifinale (FCK)             |
| 2017/2018 | 3 plads (1 division)   | Tredje runde (Sønderjyske)   |
| 2018/2019 | 12 plads (Superligaen) | Kvartfinale (Brøndby IF)     |
| 2019/2020 | 7 plads (1 division)   | 2.runde (Brabrand)           |

## Rekorder

### Spillere
(Opdateret 10/06-2020)
Top 10 - antal kampe (Liga + Pokalturnering inkl. FC Hjørring)
| Spiller                | Årstal                | Kampe |
| Christian Overby       | 2012-2018             | 187   |
| Rune Frantsen          | 2010-2017             | 175   |
| Buster Munk            | 2010-2016             | 150   |
| Mads Greve             | 2013-2017             | 125   |
| Jens-Kristian Sørensen | 2013-2017             | 117   |
| Michael Nielsen        | 2010-2015             | 115   |
| Søren Henriksen        | 2015-2017 & 2018 - NU | 107   |
| Mathias Schlie         | 2012-2014 & 2016-2018 | 105   |
| Michael Byskov         | 2010-2014             | 103   |
| Chris Sørensen         | 2014-2017             | 102   |

Top 10 - målscorer (Liga + Pokalturnering inkl. FC Hjørring)
| Spiller             | Årstal    | Antal mål | Kampe | Mål pr. kamp |
| Emmanuel Ogude      | 2017-nu   | 26        | 80    | 0,31         |
| Søren Phillip       | 2010-2012 | 22        | 64    | 0,34         |
| Tiago Leonco        | 2016-2017 | 21        | 53    | 0,39         |
| Michael Nielsen     | 2010-2015 | 17        | 115   | 0,14         |
| Ninos Gouriye       | 2017-2019 | 14        | 47    | 0,29         |
| Dennis Ramonn Olsen | 2010-2014 | 13        | 51    | 0,25         |
| Michael Byskov      | 2010-2014 | 13        | 103   | 0,12         |
| Thomas Dalgaard     | 2016-2017 | 12        | 32    | 0,37         |
| Washington Brandão  | 2016-2018 | 12        | 73    | 0,16         |
| Christian Overby    | 2012-2018 | 12        | 187   | 0,06         |

Yngste debutant: Lasse Kjær - 17 år, 4 måneder, 2 dage (vs. Silkeborg, 1. division, 6. oktober 2013)
Ældste spiller: Chris Sørensen - 39 år, 10 måneder, 8 dage (vs. AC Horsens, Superliga playoff, 4, juni 2017)
Yngste målscorer: Mads B. Mikkelsen - 18 år, 7 måneder, 30 dage (vs. Vejle, Superligaen, 10. august 2018)
Ældste målscorer: Chris Sørensen - 39 år, 14 dage (vs. Birkelse, Pokalturneringen, 10. august 2016)

### Hold
Største sejr: 9-0 (vs. Kjellerup, Pokalturneringen, 28 august 2019) & (vs. Birkelse, Pokalturneringen, 10. august 2016)
Største nederlag: 0-5 (vs. Fredericia, 1. division, 10. april 2011)

## Liga-topscorer
| Årstal    | Spiller                      | Mål |
| 2013/2014 | Jesper Blicher               | 8   |
| 2014/2015 | Ken Fagerberg                | 7   |
| 2015/2016 | Ayo Simon Okosun             | 6   |
| 2016/2017 | Tiago Leonco                 | 13  |
| 2017/2018 | Emmanuel Ogude               | 10  |
| 2018/2019 | Alhaji Kamara & Moses Opondo | 4   |
| 2019/2020 | Wessam Abou Ali              | 8   |

Opdateret 10/06-2020

## Tilskuertal
Gennemsnitligt tilskuerantal for hjemmekampe i ligaen.
| Årstal    | Tilskuersnit |
| 2013/2014 | 694          |
| 2014/2015 | 940          |
| 2015/2016 | 1.173        |
| 2016/2017 | 951          |
| 2017/2018 | 1.079        |
| 2018/2019 | 2.379        |
| 2019/2020 | 950          |

## Anførere
| Årstal           | Spiller                 |
| Sommer 2017-2018 | Rune Frantsen           |
| 2018-2018        | Christian Overby        |
| 2018-2019        | Alexander Juel Andersen |
| 2019-nu          | Søren Henriksen         |

Listen over anfører er ufuldstændig og følgende anfører kan blandt andet nævnes hvor årstal er ukendt;
Buster Munk
Chris Sørensen

## Spillertruppen
Opdateret 13/06-2022
| Nr. | Land     | Position | Spiller       |
| --- | -------- | -------- | ------------- |
| 1   | Sverige  | MM       | Lukas Jonsson |
| 2   | Frankrig | FO       | Terence Baya  |